# Hugh Johnson (direttore della fotografia)
Hugh T. Johnson (Navan, 25 aprile 1946 – Los Angeles, 4 giugno 2015) è stato un direttore della fotografia irlandese.

## Biografia
Da adolescente, lavora come proiezionista ai cinema Lyric e Palace della sua città natale: dopo aver completato gli studi, si trasferisce a Londra, lavorando come barista e bazzicando i Kingly Studios di Soho, uno studio fotografico dove conosce Ridley Scott, Alan Parker e Hugh Hudson.
Inizia la sua carriera nel cinema come ciakkista sul set del primo film di Scott, I duellanti (1977), cominciando a lavorare nel dipartimento di fotografia (come assistente) in Miriam si sveglia a mezzanotte (1983) del fratello di quest'ultimo, Tony. Negli anni novanta lavora come regista di seconda unità di 1492 - La conquista del paradiso, per poi esordire come direttore della fotografia di L'Albatross - Oltre la tempesta e Soldato Jane, tutti e tre di Ridley Scott. Si cimenta quindi nella regia col thriller Chill Factor - Pericolo imminente (1999), flop al botteghino che lo costringe a tornare alla fotografia. L'ultimo lungometraggio hollywoodiano di cui dirigerà la fotografia è Eragon, del 2006.

## Filmografia

### Direttore della fotografia
- L'Albatross - Oltre la tempesta (White Squall), regia di Ridley Scott (1996)
- Soldato Jane (G. I. Jane), regia di Ridley Scott (1997)
- The Chronicles of Riddick, regia di David Twohy (2004)
- Eragon, regia di Stefen Fangmeier (2006)
- From a Place of Darkness, regia di Douglas A. Raine (2008)
- A Line in the Sand, regia di Jeffrey Chernov (2008)
- Two Friendly Ghosts, regia di Parker Ellerman - cortometraggio (2011)
- Shinya Kimura, regia di Henrik Hansen - cortometraggio documentario (2011)

### Regista
- Chill Factor - Pericolo imminente (Chill Factor) (1999)